# Blake Govers
Pour les articles homonymes, voir Govers.
Blake Govers est un joueur de hockey sur gazon australien qui joue comme attaquant pour la NSW Pride dans la Hockey One League et l'équipe nationale australienne.
Il est le frère cadet de l'ancien joueur de hockey international Kieran Govers. Il entraîne un groupe de jeunes athlètes féminines au Southern River Hockey Club, basé dans le sud de Perth, WA.

## Carrière internationale
Il a participé au tournoi masculin aux Jeux olympiques d'été de 2016 et à la Coupe du monde masculine de hockey sur gazon 2018. Lors de la Coupe du monde 2018, il a été le co-meilleur buteur avec sept buts. Il a été le meilleur buteur de la ligue professionnelle 2019 puisqu'il a marqué 12 buts en 14 matches pour l'Australie. En décembre 2019, il a été nommé pour le prix du meilleur jeune joueur de l'année.

## Carrière en club
Au cours de la saison 2014-2015, Govers a joué pour le Wimbledon Hockey Club en Angleterre, où il a marqué cinq buts lors de la finale du championnat. Il a également joué aux Pays-Bas pour HC Bloemendaal lors de la saison 2016-2017.